# Elecciones parlamentarias de Portugal de 2015

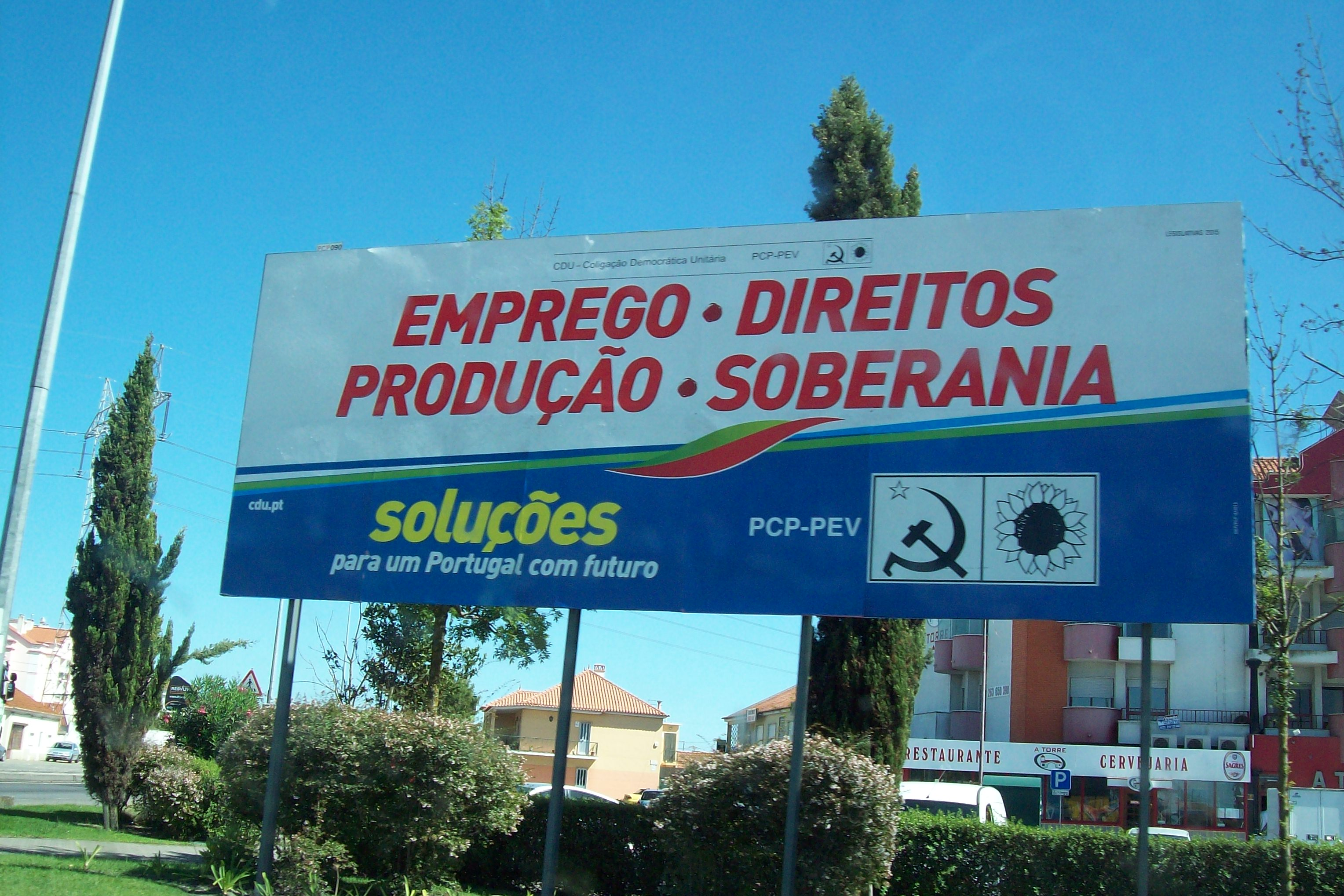
Cartel de la campaña electoral de la CDU

Cartel de la campaña electoral del Bloque de Izquierda

Las elecciones parlamentarias de Portugal se celebraron el domingo 4 de octubre de 2015 con el objetivo de elegir a los 230 diputados de la Asamblea de la República. Las elecciones, que debían haberse celebrado antes del 4 de julio de 2015, fueron deliberadamente retrasadas por el Gobierno, con el visto bueno de Passos Coelho. La fecha final concreta fue definida por el jefe del Estado, Aníbal Cavaco Silva. El PSD de Passos Coelho obtuvo más escaños que sus tres inmediatos competidores de izquierda, pero la suma de estos formaba una nueva mayoría parlamentaria. El jefe del Estado, Cavaco Silva, designó a Passos Coelho candidato a la reelección, pero su programa de gobierno fue rechazado por el Parlamento. Tras una segunda ronda de contactos, António Costa (PS) se convirtió en nuevo primer ministro con el apoyo de su grupo, del BE y del PCP.

## Resultados

### Resultados nacionales
| Lista electoral | Lista electoral                                     | Votos     | Votos   | Votos | Escaños | Escaños | Escaños | Escaños |
| Lista electoral | Lista electoral                                     |           | %       | +/−   |         | +/−     | %       | +/−     |
| --------------- | --------------------------------------------------- | --------- | ------- | ----- | ------- | ------- | ------- | ------- |
|                 | Portugal al Frente (PPD/PSD / CDS-PP)               | 1 993 921 | 36,86 % | 10,9  | 102     | 22      | 44,35   | 9,5     |
|                 | Partido Socialista (PS)                             | 1 747 685 | 32,31 % | 4,3   | 86      | 12      | 37,39   | 5,2     |
|                 | Bloque de Izquierda (BE)                            | 550 892   | 10,19 % | 5,0   | 19      | 11      | 8,26    | 4,8     |
|                 | Coalición Democrática Unitaria (PCP-PEV)            | 445 980   | 8,25 %  | 0,4   | 17      | 1       | 7,39    | 0,4     |
|                 | Partido Social Demócrata (PPD/PSD)                  | 81 054    | 1,50 %  | N/D   | 5       | 2       | 2,17    | 0,9     |
|                 | Personas-Animales-Naturaleza (PAN)                  | 75 140    | 1,39 %  | 0,4   | 1       | 1       | 0,43    | 0,4     |
|                 | Partido Democrático Republicano (PDR)               | 61 632    | 1,14 %  | N/D   | 0       | N/D     | 0,00    | N/D     |
|                 | Partido Comunista de los Trabajadores (PCTP-MRPP)   | 59 955    | 1,11 %  | 0,0   | 0       | 0       | 0,00    | 0       |
|                 | LIVRE/Hora de Avanzar (L/TDA)                       | 39 340    | 0,73 %  | N/D   | 0       | N/D     | 0,00    | N/D     |
|                 | Partido Nacional Renovador (PNR)                    | 27 269    | 0,50 %  | 0,2   | 0       | 0       | 0,00    | 0       |
|                 | Partido de la Tierra (MPT)                          | 22 596    | 0,42 %  | 0,0   | 0       | 0       | 0,00    | 0       |
|                 | Nosotros, Ciudadanos! (NC)                          | 21 439    | 0,40 %  | N/D   | 0       | N/D     | 0,00    | N/D     |
|                 | AGIR (PTP/MAS)                                      | 20 749    | 0,38 %  | N/D   | 0       | N/D     | 0,00    | N/D     |
|                 | Partido Popular Monárquico (PPM)                    | 14 897    | 0,28 %  | 0,0   | 0       | 0       | 0,00    | 0       |
|                 | Juntos por el Pueblo (JPP)                          | 14 285    | 0,26 %  | N/D   | 0       | N/D     | 0,00    | N/D     |
|                 | Partido Unido de Pensionistas y Jubilados (PURP)    | 13 979    | 0,26 %  | N/D   | 0       | N/D     | 0,00    | N/D     |
|                 | CDS-Partido Popular (CDS-PP)                        | 7 536     | 0,14 %  | N/D   | 0       | 1       | 0,00    | 0,4     |
|                 | Alianza Azores (CDS-PP/PPM)                         | 3 654     | 0,07 %  | N/D   | 0       | N/D     | 0,00    | N/D     |
|                 | Partido Ciudadanía y Democracia Cristiana (PPV/CDC) | 2 659     | 0,05 %  | 0,1   | 0       | 0       | 0,00    | 0       |
|                 | Partido del Trabajo Portugués (PTP)                 | 1 748     | 0,03 %  | N/D   | 0       | N/D     | 0,00    | N/D     |
|                 | Blancos/Inválidos                                   | 202 395   | 3,74 %  | N/D   |         |         |         |         |
| Votantes        | Votantes                                            | 5 408 805 |         |       |         |         |         |         |
| Electores       | Electores                                           | 9 682 553 |         |       |         |         |         |         |
| Participación   | Participación                                       | 55,86 %   |         |       |         |         |         |         |
| Fuentes:        |                                                     |           |         |       |         |         |         |         |

## Distribución de escaños por circunscripción
La siguiente tabla contiene el número de escaños y votantes en cada circunscripción electoral:
| Circunscripción | Diputados | Mapa |
| --- | --------- | ---- |
| Lisboa | 47        |      |
| Oporto | 39        |      |
| Braga | 19        |      |
| Setúbal | 18        |      |
| Aveiro | 16        |      |
| Leiría | 10        |      |
| Coímbra, Faro, Santarém y Viseu | 9         |      |
| Madeira y Viana do Castelo | 6         |      |
| Azores y Vila Real | 5         |      |
| Guarda y Castelo Branco | 4         |      |
| Beja, Braganza y Évora | 3         |      |
| Portalegre, Europa y Fuera de Europa                                                                                                   | 2         |      |
| NOTA: La circunscripción de Setúbal elige un diputado más que en los anteriores comicios, mientras que la de Santarém elige uno menos. |           |      |

### Participación por circunscripción
| Circunscripción              | Electores | Votantes  | Votantes (% de los electores) |
| ---------------------------- | --------- | --------- | ----------------------------- |
| Aveiro                       | 653 597   | 368 071   | 56,31%                        |
| Beja                         | 128 926   | 74 485    | 57,77%                        |
| Braga                        | 787 768   | 474 341   | 60,21%                        |
| Braganza                     | 147 465   | 69 644    | 47,23%                        |
| Castelo Branco               | 181 378   | 104 223   | 57,46%                        |
| Coímbra                      | 390 947   | 220 211   | 56,33%                        |
| Évora                        | 141 258   | 84 617    | 59,90%                        |
| Faro                         | 370 764   | 190 484   | 51,38%                        |
| Guarda                       | 163 462   | 85 469    | 52,29%                        |
| Leiría                       | 423 801   | 238 433   | 56,26%                        |
| Lisboa                       | 1 900 982 | 1 152 050 | 60,60%                        |
| Portalegre                   | 101 189   | 59 004    | 58,31%                        |
| Oporto (Porto)               | 1 591 787 | 959 919   | 60,30%                        |
| Santarém                     | 393 314   | 227 620   | 57,87%                        |
| Setúbal                      | 726 049   | 423 500   | 58,33%                        |
| Viana do Castelo             | 253 219   | 128 488   | 50,74%                        |
| Vila Real                    | 228 497   | 110 273   | 48,26%                        |
| Viseu                        | 371 931   | 190 712   | 51,28%                        |
| Azores                       | 227 546   | 93 803    | 41,22%                        |
| Madeira                      | 255 821   | 125 104   | 48,90%                        |
| Europa (emigración)          | 78 345    | 13 658    | 17,43%                        |
| Resto del mundo (emigración) | 164 507   | 14 696    | 8,93%                         |
| Total                        | 9 682 553 | 5 408 805 | 55,86%                        |

### Diputados electos por circunscripción
| Candidatura | Azores | Aveiro | Beja | Braga | Braganza | Castelo Branco | Coímbra | Évora | Faro | Guarda | Leiría | Lisboa | Madeira | Portalegre | Porto | Santarém | Setúbal | Viana Castelo | Vila Real | Viseu | Europa | Fuera de Europa | Total |
| ----------- | ------ | ------ | ---- | ----- | -------- | -------------- | ------- | ----- | ---- | ------ | ------ | ------ | ------- | ---------- | ----- | -------- | ------- | ------------- | --------- | ----- | ------ | --------------- | ----- |
| PàF         | -      | 10     | 1    | 10    | 2        | 2              | 4       | 1     | 3    | 2      | 6      | 18     | -       | 1          | 17    | 4        | 5       | 4             | 3         | 6     | 1      | 2               | 102   |
| PS          | 3      | 5      | 1    | 7     | 1        | 2              | 4       | 1     | 4    | 2      | 3      | 18     | 2       | 1          | 14    | 3        | 7       | 2             | 2         | 3     | 1      | 0               | 86    |
| BE          | 0      | 1      | 0    | 1     | 0        | 0              | 1       | 0     | 1    | 0      | 1      | 5      | 1       | 0          | 5     | 1        | 2       | 0             | 0         | 0     | 0      | 0               | 19    |
| PCP-PEV     | 0      | 0      | 1    | 1     | 0        | 0              | 0       | 1     | 1    | 0      | 0      | 5      | 0       | 0          | 3     | 1        | 4       | 0             | 0         | 0     | 0      | 0               | 17    |
| PPD/PSD     | 2      | -      | -    | -     | -        | -              | -       | -     | -    | -      | -      | -      | 3       | -          | -     | -        | -       | -             | -         | -     | -      | -               | 5     |
| PAN         | 0      | 0      | 0    | 0     | 0        | 0              | 0       | 0     | 0    | 0      | 0      | 1      | 0       | 0          | 0     | 0        | 0       | 0             | 0         | 0     | 0      | 0               | 1     |
| TOTAL       | 5      | 16     | 3    | 19    | 3        | 4              | 9       | 3     | 9    | 4      | 10     | 47     | 6       | 2          | 39    | 9        | 18      | 6             | 5         | 9     | 2      | 2               | 230   |

La circunscripción de Setúbal eligió un diputado más que en las elecciones parlamentarias de 2011 y la circunscripción de Santarém eligió uno menos.
Teniendo en cuenta el porcentaje de votantes, las circunscripciones que están más sobrerrepresentadas en el nuevo parlamento son las correspondientes a los emigrantes en el extranjero y, en mucho menor grado, las circunscripciones que corresponden a las regiones autónomas de Azores y Madeira, y también las de la región de Trás-os-Montes (Braganza y Vila Real).
Las circunscripciones que están más subrepresentadas son las que contienen las áreas metropolitanas de Lisboa (Distrito de Lisboa y Distrito de Setúbal) y de Oporto (Distrito de Oporto). También la circunscripción de Braga y las circunscripciones alentejanas de Évora y Portalegre están subrepresentadas, según el mismo criterio.
Entre los 230 nuevos diputados, 154 (67,0%) son hombres y 76 (33,0%) son mujeres. La fuerza política que eligió un mayor porcentaje de mujeres fue la CDU y la fuerza política que eligió un menor porcentaje de mujeres fue el PAN.

## Partidos participantes en las elecciones
| Partido político                                                                              | Líder                                      | Posición política            |
| --------------------------------------------------------------------------------------------- | ------------------------------------------ | ---------------------------- |
| PTP.MAS - AGIR                                                                                | Joana Amaral Dias                          | Izquierda                    |
| B.E. - Bloque de Izquierda                                                                    | Catarina Martins                           | Izquierda                    |
| CDU - Partido Comunista Portugués-Partido Ecologista «Los Verdes» (PCP-PEV)                   | Jerónimo de Sousa                          | Extrema izquierda, Izquierda |
| JPP - Juntos por el Pueblo                                                                    | Filipe Sousa                               | Centro                       |
| Livre/TDA - LIVRE/Hora de Avanzar (apoyado por POUS - Partido Obrero de la Unidad Socialista) | Rui Tavares                                | Centroizquierda, Izquierda   |
| NC - Nosotros, Ciudadanos!                                                                    | Mendo Castro Henriques                     | Centroizquierda              |
| PCTP-MRPP - Partido Comunista de los Trabajadores Portugueses                                 | António García Pereira                     | Extrema izquierda            |
| MPT - Partido de la Tierra                                                                    | José Inácio Faria / Gonçalo Ribeiro Telles | Centroderecha                |
| PDR - Partido Democrático Republicano                                                         | António Marinho e Pinto                    | Centroizquierda, Centro      |
| PNR - Partido Nacional Renovador                                                              | José Pinto Coelho                          | Extrema derecha              |
| PPM - Partido Popular Monárquico                                                              | Paulo Estêvão                              | Derecha                      |
| PS - Partido Socialista                                                                       | António Costa                              | Centroizquierda              |
| PAN - Personas-Animales-Naturaleza                                                            | Paulo Borges                               | Centroizquierda              |
| PPD/PSD.CDS/PP - Coalición Portugal al Frente                                                 | Pedro Passos Coelho                        | Derecha, Centroderecha       |
| PURP - Partido Unido de Pensionistas y Jubilados                                              | António Mateus Dias                        | Centro                       |
| PPV/CDC - Partido Ciudadanía y Democracia Cristiana                                           | Tânia Avillez                              | Derecha                      |

## Elecciones primarias
El 28 de septiembre de 2014, el Partido Socialista celebró elecciones primarias para escoger su candidato a primer ministro en las siguientes elecciones parlamentarias de Portugal. Fue la primera elección primaria abierta en la historia del partido, y la segunda de Portugal, después de la elección de los líderes de Livre/TDA el 6 de abril de 2014. Los dos candidatos del Partido Socialista fueron António José Seguro (entonces, el líder del Partido Socialista) y António Costa (el alcalde de Lisboa). António Costa fue elegido como el candidato del partido a primer ministro en las elecciones parlamentarias de 2015, con el 69,6% de los votos frente al 29,9% de António José Seguro.

## Encuestas
- PSD y CDS-PP están coaligados desde 2011 y se presentan en coalición a estas elecciones, excepto en las Azores y Madeira.[7]

### Resumen gráfico

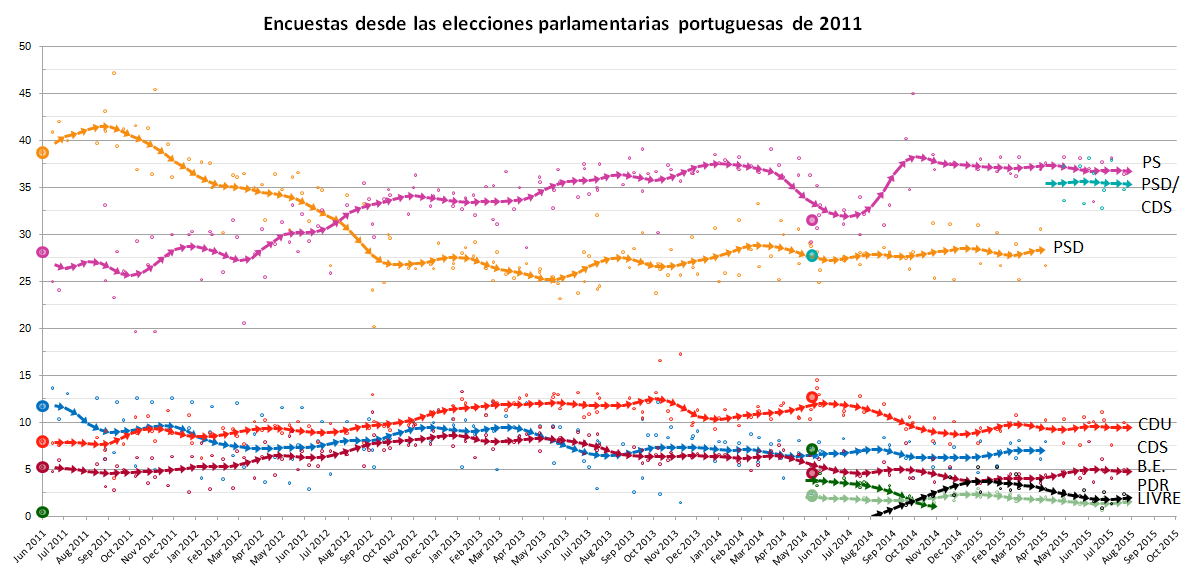
Gráfico con la tendencia quincenal de encuestas desde junio de 2011 hasta agosto de 2015.

| Fecha de divulgación     | Instituto        |             |             |            |          |           |          |           | Indecisos, Otros, Inválidos | Margen de error | Fechas de las entrevistas      | N.º de entrevistas válidas |
| Fecha de divulgación     | Instituto        | PS          | PSD *       | CDS-PP*    | B.E.     | CDU       | PDR      | Livre/TDA | Indecisos, Otros, Inválidos | Margen de error | Fechas de las entrevistas      | N.º de entrevistas válidas |
| ------------------------ | ---------------- | ----------- | ----------- | ---------- | -------- | --------- | -------- | --------- | --------------------------- | --------------- | ------------------------------ | -------------------------- |
| Elecciones 2011          | n/a              | 28,06% (74) | 38,65%(108) | 11,7% (24) | 5,17%(8) | 7,91%(16) | N/A      | N/A       | 8,51%                       | N/A             | N/A                            | N/A                        |
| Europeas 2014            | n/a              | 31,5%       | 27,7%       | 27,7%      | 4,6%     | 12,7%     | N/A      | 2,2%      | 21,3%                       | N/A             | N/A                            | N/A                        |
| 31 de agosto de 2014     | Eurosondagem     | 32,1%       | 27,7%       | 7%         | 4,5%     | 11%       | n/a      | n/a       | 17,7%                       | N/A             | N/A                            | N/A                        |
| 7 de octubre de 2014     | Eurosondagem     | 34,8%       | 26,2%       | 8%         | 4%       | 10,5%     | n/a      | 1,6%      | 12,8%                       | N/A             | N/A                            | N/A                        |
| 11 de noviembre de 2014  | Eurosondagem     | 36,9%       | 25,3%       | 7,7%       | 3,6%     | 10,4%     | n/a      | 1,5%      | 16,1%                       | N/A             | N/A                            | N/A                        |
| 10 de diciembre de 2014  | Eurosondagem     | 37,5%       | 25,2%       | 7,3%       | 3,3%     | 10,1%     | 2,5%     | 1,7%      | 12,7%                       | N/A             | N/A                            | N/A                        |
| 14 de enero de 2015      | Eurosondagem     | 37,9%       | 26,9%       | 7,9%       | 3,5%     | 9,3%      | 2,5%     | 2%        | N/A                         | 3,08%           | 8 a 14 de enero                | 1.010                      |
| 16 de enero de 2015      | Aximage          | 36,9%       | 30,9%       | 4,7%       | 3,5%     | 7,7%      | 5,2%     | 3%        | 6,1%                        | 4,00%           | 9 a 12 de enero                | 601                        |
| 14 de febrero de 2015    | CM/Aximage       | 36,7%       | 30,2%       | 5,3%       | 3,8%     | 9,2%      | 5,2%     | 2,5%      | N/A                         | N/A             | N/A                            | N/A                        |
| 27 de febrero de 2015    | Eurosondagem     | 37,5%       | 35%         | 35%        | 4,2%     | 9,6%      | 2,5%     | 2,1%      | N/A                         | N/A             | N/A                            | N/A                        |
| 27 de febrero de 2015    | Eurosondagem     | 36,5%       | 27,8%       | 7,7%       | 4,4%     | 10%       | 2,7%     | 2,3%      | N/A                         | N/A             | N/A                            | N/A                        |
| 11 de marzo de 2015      | Aximage          | 36,1%       | 28,9%       | 6,1%       | 4%       | 10,7%     | 4,4%     | 1,6%      | 8,2%                        | 4,00%           | 3 a 6 de marzo                 | 600                        |
| 13 de marzo de 2015      | Eurosondagem     | 38,1%       | 25,2%       | 8,1%       | 4,4%     | 9,6%      | 3%       | 2,1%      | 9,5%                        | N/A             | 5 a 10 de marzo                | 1.005                      |
| 11 de abril de 2015      | Aximage          | 36,9%       | 30,5%       | 6%         | 3,5%     | 9,2%      | 3,8%     | 1,7%      | 8,4%                        | 4,00%           | 4 a 8 de abril                 | 602                        |
| 17 de abril de 2015      | Eurosondagem     | 37,5%       | 26,7%       | 8%         | 4,3%     | 10,2%     | 2,8%     | 2,0%      | 8,5%                        | 3,06%           | 9 a 15 de abril                | 1.025                      |
| 14 de mayo de 2015       | Aximage          | 37,3%       | 37,2%       | 37,2%      | 4,2%     | 7,7%      | 2,6%     | 2%        | 9%                          | N/A             | 7 a 10 de mayo                 | 605                        |
| 15 de mayo de 2015       | Eurosondagem     | 38,1% (103) | 33,6% (97)  | 33,6% (97) | 4,8% (6) | 10,3%(21) | 2,5% (2) | 1,8% (1)  | 8,9%                        | N/A             | 7 a 12 de mayo                 | 1.021                      |
| 6 de junio de 2015       | Aximage          | 38,0%       | 37,2%       | 37,2%      | 4,0%     | 7,5%      | 2,1%     | 1,2%      | 10,0%                       | 4,0%            | 31 de mayo a 4 de junio        | 598                        |
| 12 de junio de 2015      | Eurosondagem     | 36,9%       | 33,3%       | 33,3%      | 4,5%     | 10,5%     | 2,7%     | 2,0%      | 10,1%                       | 3,05%           | 4 a 9 de junio                 | 1.030                      |
| 19 de junio de 2015      | Univer. Católica | 37,0%       | 38,0%       | 38,0%      | 8,0%     | 10,0%     | n/a      | n/a       | 7,0%                        | 3,0%            | 13 a 16 de junio               | 1.048                      |
| 21 de junio de 2015      | Pitagórica       | 33,5%       | 36,4%       | 36,4%      | 3,6%     | 10,1%     | 1,6%     | 1,3%      | 13,5%                       | 4,4%            | 15 a 21 de junio               | 523                        |
| 8 de julio de 2015       | Intercampus      | 37,6%       | 32,7%       | 32,7%      | 6,0%     | 11,0%     | 0,8%     | 0,6%      | 11,3%                       | 3,1%            | 26 de junio a 4 de julio       | 1.014                      |
| 10 de julio de 2015      | Eurosondagem     | 36,7%       | 34,6%       | 34,6%      | 4,8%     | 10,2%     | 2,5%     | 1,9%      | 9,3%                        | 3,06%           | 2 a 7 de julio                 | 1.025                      |
| 18 de julio de 2015      | Aximage          | 38,0%       | 37,8%       | 37,8%      | 4,0%     | 7,5%      | 1,4%     | 1,3%      | 10,0%                       | 4,0%            | 12 a 16 de julio               | 607                        |
| 7 de agosto de 2015      | Eurosondagem     | 36,3%       | 34,8%       | 34,8%      | 5,0%     | 10,0%     | 2,3%     | 1,7%      | 9,9%                        | 3,05%           | 29 de julio a 4 de agosto      | 1.018                      |
| 4 de septiembre de 2015  | Eurosondagem     | 36,0%       | 35,0%       | 35,0%      | 4,6%     | 10,4%     | 2,3%     | 1,7%      | 10,0%                       | 3,04%           | 27 de agosto a 2 de septiembre | 1.040                      |
| 25 de septiembre de 2015 | Eurosondagem     | 36,0%       | 35,5%       | 35,5%      | 5,0%     | 10,1%     | 1,9%     | 1,5%      | 10,0%                       | 2,49%           | 17 a 23 de septiembre          | 1.548                      |
| 27 de septiembre de 2015 | Aximage          | 32,0%       | 37,9%       | 37,9%      | 7,1%     | 9,0%      | N/A      | N/A       | 14,0%                       | 3,7%            | 18 a 24 de septiembre          | 710                        |
| 30 de septiembre de 2015 | Marktest         | 28,6%       | 41,0%       | 41,0%      | 8,7%     | 9,3%      | 0,7%     | 0,8%      | 10,9%                       | 2,44%           | 22, 23 y 29 de septiembre      | 1.607                      |
| 1 de octubre de 2015     | Eurosondagem     | 32,7%       | 37,7%       | 37,7%      | 6,7%     | 9,4%      | N/A      | N/A       | 13,5%                       | 2,16%           | 24 a 29 de septiembre          | 2.067                      |
| 1 de octubre de 2015     | Intercampus      | 32,9%       | 37,2%       | 37,2%      | 7,9%     | 8,8%      | N/A      | N/A       | 13,2%                       | 3,1%            | 23 a 30 de septiembre          | 1.013                      |

Nota 1:Entre paréntesis, el número de diputados electos o estimados.
Nota 2: En las elecciones europeas de 2014, António Marinho e Pinto, el líder del PDR, encabezó la lista del MPT. El MPT obtuvo un 7,2% de los votos en esas elecciones.

## Debates entre los líderes de los partidos
Tras los cambios en la ley electoral, que obligaron a que todos los partidos que disputan una elección deben estar representados en los debates, las tres principales cadenas de televisión portuguesa, a saber, RTP, SIC y TVI, propusieron tres debates entre los dos candidatos principales, António Costa del Partido Socialista y Pedro Passos Coelho de la Coalición PSD/CDS-PP, así como una serie de debates cara a cara entre varios líderes de los partidos y un debate con todos los líderes.
Después de reuniones con los diferentes partidos, se decidió celebrar dos debates cara a cara entre António Costa y Pedro Passos Coelho, uno por televisión y otro por radio. También hubo intención de hacer un debate entre todos los partidos representados en el Parlamento, pero se desechó el plan por el rechazo de la coalición PSD/CDS-PP, ya que el líder de CDS-PP, Paulo Portas, no iba a estar presente. Los otros partidos se opusieron a la presencia de Paulo Portas, pues eso supondía una doble representación de la coalición de derecha en ese debate, al estar presente también Pedro Passos Coelho.
Debates confirmados:
| Canal                       | Participantes                                                       | Fecha            | Notas |
| --------------------------- | ------------------------------------------------------------------- | ---------------- | --- |
| RTP Informação              | Jerónimo de Sousa (CDU); Catarina Martins (BE)                      | 1 de septiembre  | [ nota 3 ] |
| SIC Notícias                | António Costa (PS); Catarina Martins (BE)                           | 3 de septiembre  | |
| SIC Notícias                | Paulo Portas (Coalición PSD / CDS-PP); Catarina Martins (B.E.)      | 8 de septiembre  | |
| RTP 1 / SIC / TVI           | António Costa (PS); Pedro Passos Coelho (Coalición PSD / CDS-PP)    | 9 de septiembre  | ; Emitido simultáneamente en las tres redes principales de televisión (RTP, SIC y TVI), así como en la RTP Internacional. |
| TVI 24                      | Paulo Portas (Coalición PSD / CDS-PP); Heloísa Apolónia (CDU)       | 10 de septiembre | |
| RTP Informação              | Pedro Passos Coelho (Coalición PSD / CDS-PP); Catarina Martins (BE) | 11 de septiembre | |
| Antena 1 / Renascença / TSF | António Costa (PS); Pedro Passos Coelho (Coalición PSD / CDS-PP)    | 17 de septiembre | Debate en la radio. |

## Formación del nuevo gobierno

Espectro político ganador de las elecciones: azul - derecha; rosa/rojo/marrón - izquierda

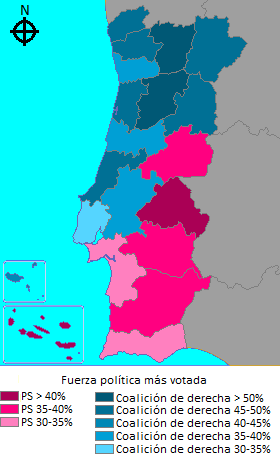
Resultados del Partido Socialista y de la coalición PSD-CDS en cada distrito / circunscripción electoral.

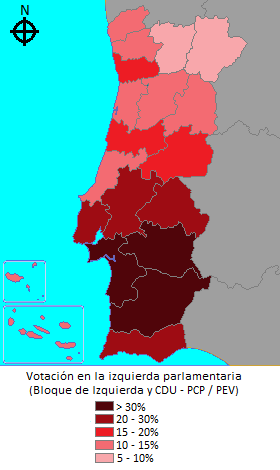
Resultados de los partidos de la izquierda parlamentaria (B.E. y CDU) en cada distrito / circunscripción electoral.

El Partido Socialista, el Bloque de Izquierda y la CDU empezaron negociaciones para formar un gobierno con mayoría parlamentaria de izquierdas, para evitar que la coalición de derechas formase un nuevo gobierno, siendo la primera vez que se producía una coalición de partidos de izquierda desde que la Constitución de 1976 entró en vigor.
El 19 de octubre de 2015, el secretario general del Partido Socialista, António Costa, rechazó la propuesta de un gobierno de coalición con la alianza de derecha Portugal al Frente. Al día siguiente, António Costa dijo que el Partido Socialista rechazaría, en el parlamento, un gobierno liderado por Pedro Passos Coelho y apoyado por la coalición Portugal al Frente. El mismo día, Costa garantizó al presidente Cavaco Silva que se presentaban las condiciones para formar un gobierno socialista apoyado por el Bloque de Izquierda y por los comunistas.
Después de las audiencias del presidente Cavaco Silva con los partidos representados en el nuevo parlamento, el Bloque de Izquierda, el Partido Comunista Portugués y el Partido Ecologista «Los Verdes» expresaron su disponibilidad para apoyar, en el Parlamento, a un gobierno del Partido Socialista, liderado por António Costa.
Entre los escenarios más probables para la formación del nuevo gobierno se incluían los siguientes:
- Un gobierno de coalición de izquierdas que incluía a los socialistas, el Bloque de Izquierda y los comunistas. (rechazado por el Bloque de Izquierda y PCP)[39]
- Un gobierno minoritario de derechas (PàF) con el apoyo parlamentario de los socialistas (rechazado por António Costa).
- Un gobierno minoritario del Partido Socialista con el apoyo parlamentario del Bloque de Izquierda y los comunistas.
- Un gobierno minoritario de derechas (PàF) sin el apoyo parlamentario de los socialistas (rechazado por António Costa; sin mayoría parlamentaria; rechazado en la Asamblea de la República).
- Un gobierno interino, hasta que se celebrasen nuevas elecciones.
- Un gobierno de iniciativa presidencial propuesto por el Presidente de la República Portuguesa.[40]

El 22 de octubre de 2015, el presidente Cavaco Silva nombró a Pedro Passos Coelho primer ministro y afirmó que la alternativa presentada por Costa era "inconsistente". Sin embargo, todos los partidos de izquierda declararon que rechazarían en el parlamento al nuevo gobierno conservador. Dado que la izquierda parlamentaria tenía la mayoría de escaños en el parlamento, la probabilidad de que el nuevo gobierno tuviese una duración muy efímera era muy elevada. António Costa anunció que el Partido Socialista presentaría una moción de rechazo en el parlamento.
El 23 de octubre de 2015, el socialista Eduardo Ferro Rodrigues fue elegido presidente de la Asamblea de la República con 120 votos favorables, frente a los 108 votos de Fernando Negrão, propuesto por la coalición de derechas. Fue la primera vez en la historia de Portugal desde la revolución de los claveles que el presidente del parlamento no era elegido por la fuerza política que tenía más votos en las elecciones.
El 26 de octubre de 2015, el constitucionalista Jorge Miranda, exdiputado por el PPD-PSD, defendió que el presidente Cavaco Silva debería invitar al segundo partido más votado (Partido Socialista) a formar gobierno si el programa de la coalición de derechas PàF fuera rechazado en el parlamento. Se llegó a hablar de que "En última instancia podría haber un gobierno de iniciativa presidencial", que hubiera sido el primero en el país desde el V gobierno constitucional, dirigido por Maria de Lourdes Pintasilgo, por iniciativa del presidente Ramalho Eanes, en 1979.
El 30 de octubre de 2015, el XX gobierno constitucional liderado por Pedro Passos Coelho juró sus cargos. Sin embargo, era previsible que este gobierno fuese el más corto desde la revolución de los claveles (1974) e incluso, uno de los más cortos desde la proclamación de la República (1910), dado que el Partido Socialista, el Bloque de Izquierda y el Partido Comunista Portugués tenían mayoría parlamentaria y habían anunciado la presentación de mociones de rechazo al programa de Gobierno, prevista para el 10 de noviembre de 2015.
En noviembre de 2015 el Comité Central del PCP anunció el alcance de un acuerdo para proveer al Partido Socialista de apoyo parlamentario con el objetivo de que este último pudiera formar un gobierno con garantías de gobernabilidad.
El 10 de noviembre de 2015 fue aprobada en el parlamento la moción de rechazo al programa del gobierno conservador. La moción obtuvo 123 votos a favor y 107 votos en contra. El PS, el Bloque de Izquierda, el PCP, Los Verdes y el PAN votaron a favor de la moción, mientras que el PSD y el CDS-PP votaron en contra.
El presidente Cavaco Silva declaró que decidiría si mantenía un gobierno interino hasta la celebración de nuevas elecciones, si António Costa era designado como primer ministro o si había un gobierno de iniciativa presidencial, lo cual necesitaría la aprobación en el parlamento.
El 24 de noviembre de 2015, finalmente el presidente Cavaco Silva tomó una decisión y nombró a António Costa como el nuevo primer ministro de Portugal. El 26 de noviembre, el nuevo gobierno fue nombrado y asumió el poder.